# Paracobitis ghazniensis
Paracobitis ghazniensis és una espècie de peix de la família dels balitòrids i de l'ordre dels cipriniformes que es troba a l'Afganistan.